# Hof van Straeten
Het Hof van Straeten is een voormalig kasteeldomein in de tot de West-Vlaamse gemeente Jabbeke behorende plaats Varsenare, gelegen aan de Hof van Straeten 1.

## Geschiedenis
In de 12e eeuw bouwden de heren van Straeten hier een burcht. In 1435 was voor het eerst schriftelijk melding van thof van Straten. De burcht werd verwoest in de 17e eeuw. In 1674 werd een nieuw kasteel op dezelfde plaats gebouwd. In 1760 werd het kasteel via huwelijk verworven door de familie Van Caloen. Uiteindelijk fungeerde dit als lusthof. In 1845 werden alle gebouwen gesloopt en werd een nieuw kasteel gebouwd in neoclassicistische stijl, in opdracht van de toenmalige bewoner Anselmus van Caloen de Basseghem. De gracht werd verbreed tot een vijver. In 1863 werden een ijskelder en een serre gebouwd. In 1918 ontplofte een Duits munitiedepot, waardoor een deel van de eikendreef werd verwoest. In 1971 werd, in opdracht van de familie Van Caloen, een nieuw woonhuis op de kelders van het kasteeltje gebouwd.
Tegenwoordig is er nog een omgracht park met een vijver, de woning van 1971, en enkele oudere, maar verbouwde, gebouwen: de ijskelder, het koetshuis en de oranjerie. Ook is er een indrukwekkende toegangsdreef met een dubbele rij eiken, beuken en populieren.